# Dominicaines du Saint Nom de Jésus
Les dominicaines du Saint Nom de Jésus sont une congrégation religieuse féminine enseignante de droit pontifical.

## Histoire
La congrégation est fondée en 1800 à Toulouse par le prêtre François Vincent pour l'enseignement des filles. La communauté est d'abord placée sous le vocable du Saint-Nom de Jésus et de Marie. Les sœurs ont des pensionnats pour les demoiselles de la bonne société et des écoles gratuites pour les pauvres. En 1831, Paul d'Astros, archevêque de Toulouse, modifie les constitutions données aux religieuses par le fondateur.
Au début, la spiritualité de la congrégation est fortement marquée par celle de la compagnie de Jésus, mais la troisième prieure générale se rapproche des Dominicains. Les statuts sont ensuite réécrits par Hyacinthe-Marie Cormier, puis révisés par Thomas Coconnier, dominicains tous les deux. L'institut reçoit le décret de louange le 4 mai 1870 et ses constitutions sont approuvées le 8 septembre 1873 ; il est affilié à l'ordre dominicain par décret du maître de l'Ordre le 4 août 1886.

### Accusations d'abus sexuels
En 2019, une religieuse de la congrégation dominicaine du Saint Nom de Jésus est accusée d’agression sexuelle et de harcèlement moral par une ancienne élève qui fut interne au collège de l’Annonciation, à Seilh, à l’âge de 14 ans. La victime alléguée, alors âgée de 52 ans, reproche aussi à la congrégation de protéger la religieuse âgée de 68 ans. En 2023, la Commission reconnaissance et réparation (CRR) chargée d’indemniser les victimes de violences sexuelles dans des congrégations religieuses, reconnait le statut de victime à l'ancienne élève et demande que la religieuse ne soit plus en contact avec des enfants, qu'elle n'entre plus en contact avec la victime et ne soit plus logée à proximité de son domicile et enfin qu'elle lui verse une indemnité de 50 000 euros. Les Dominicaines du Saint Nom de Jésus refusent ces demandes qualifiées d'injustes et ne « donneront aucune suite à ces recommandations ou celles qui pourront suivre. ». En réaction, la CRR propose une nouvelle étude du dossier « avec de nouvelles personnes ». Par ailleurs une deuxième ancienne élève de la religieuse dépose en 2023 une plainte pour viol, qui est classée sans suite en 2025 faute d'éléments suffisants. D'autres anciennes élèves témoignent anonymement de maltraitance morale.

## Fusion
Deux congrégations ont fusionné avec elles:
- 1925 : Les Sœurs de Sainte-Marthe de Grasse fondées le 8 février 1831 à Grasse par l'abbé Honoré Michel (1802-1887) et Marie-Claire Roubert en religion Mère Marthe pour le soin des orphelines[10]. Les sœurs prononcent leurs premiers vœux le 8 septembre 1849[11]. Elles fondent ensuite plusieurs écoles dans les communes d'Aups, Figanières, Seillans, Saint-Cézaire-sur-Siagne, Cabris, Saint-Jeannet, Biot, et le quartier de Magagnosc[12]. Une maison est fondée en 1860 à Nice où les sœurs s’occupent des sourds-muets. Cette branche fusionne en 1965 avec les Sœurs de la Sainte Famille de Bordeaux[13]. Les Sœurs de Sainte-Marthe de Grasse fusionnent en 1925 avec le Saint Nom de Jésus[14].

- 1934 : Dominicaines de Sète.

## Activités et diffusion
Les sœurs se dédient à l'enseignement.
Elles sont présentes en France : Montréjeau, Saint-Étienne-de-Tulmont, Seilh, Toulouse et Sainte-Clotilde sur l'île de La Réunion.
La maison-mère est à Toulouse.
En 2017, la congrégation comptait 28 religieuses dans 5 maisons.